# ENCK
De Eerste Nederlandse Coöperatieve Kunstmestfabriek (ENCK) was een fabriek te Vlaardingen die fosforzuur en superfosfaat vervaardigde. 
Het bedrijf werd in 1917 opgericht en in 1921 startte de productie. Het bedrijf, dat tijdens de Tweede Wereldoorlog niet kon produceren, stond later bekend als Windmill. Ook nam het deel in een grote mengmestfabriek die naast het ENCK-terrein verrees. Deze kocht haar stikstof van de Nederlandse Stikstof Maatschappij (NSM). Het bedrijf heette Deltachemie en in 1960 startte de productie ervan. Montecatini, het moederbedrijf van NSM, nam in 50%-belang in Deltachemie.
In 1970 hield de ENCK op te bestaan als coöperatief bedrijf. Omstreeks deze tijd werkten er 700 man. De productiecapaciteit bedroeg 180 kton fosforzuur/jaar. Het bedrijf werd eigendom van de moeder van NSM, toen Compagnie Française de l'Azôte (COFAZ). In 1986 werd het bedrijf door Norsk Hydro overgenomen en omgedoopt tot Hydro Agri Rotterdam BV. Geleidelijk aan werden er onderdelen van het bedrijf, waaronder de zwavelzuurfabriek, gesloten. In 1999 werden de fosforzuurfabrieken gesloten. De ENCK werd opgeheven.
De rest van het bedrijf ging uiteindelijk verder onder de naam Tessenderlo Chemie en produceert fosfaten voor veevoedertoepassingen op basis van geraffineerd fosforzuur, zoals: mono- en mono-dicalciumfosfaat, magnesiumfosfaat en mono-ammoniumfosfaat. Deze worden verkocht onder de merknamen: Windmill en Aliphos.